# Baltasar Mateo de Velázquez
Baltasar Angulo Mateo Velázquez o de Velázquez, (Vara de rey, provincia de Cuenca, hacia 1580 - ?) militar y escritor español del Siglo de Oro, autor de El filósofo de aldea (1625).

## Biografía
Muy poco se conoce sobre él, hasta el punto que algunos piensan que el personaje encubre a fray Alonso Remón o a otros (sugiere uno de los versos preliminares que "obra parece de más alta mano"); pero debió ser real, pues sus parientes componen algunos de los versos preliminares y en la dedicatoria "A don Juan Meléndez de Valdés" aporta datos de una biografía consistente. De estas informaciones se saca en limpio lo siguiente: nació en Vara de Rey (Cuenca) hacia 1580, hizo estudios de gramática y humanidades en San Clemente, siguió la carrera militar, era aficionado a leer obras de historia e hizo las campañas de La Mámora (1612) y Larache (1614), alcanzando el grado de alférez de la Armada real.

## Obras
Es autor de una colección de novela cortesana, El Filósofo de Aldea y sus conversaciones familiares y ejemplares, por casos y sucesos casuales, publicada en Madrid en 1625 y en Pamplona por Pedro Dullort en 1626. Se publicaron en la Biblioteca de Autores Españoles y luego Emilio Cotarelo y Mori las editó junto a las de Miguel Moreno con el título Novelas (Madrid: Viuda de Rico, 1906). 
Su estructura es singular: en el marco aldeano de Torrelaguna, se narran en la tertulia de un terrateniente una docena de novelas cortas de intención moral que son comentadas en diálogos (cinco "conversaciones" que las preceden y posceden a manera de glosa) sobre los siguientes temas:
1. "De la buena y mala crianza de los hijos y de sus bienes y daños"
2. "Del tomar estado"
3. "Del bueno y mal gobierno"
4. "De la buena y mala fortuna"
5. "Del bueno y mal lenguaje"